# Danske krydsere
I Danmark blev begrebet krydser indført i 1885, og en række af marinens skibe fik den nye betegnelse.

## Liste over danske krydsere
Skibene er listet efter byggetidspunkt

De tre første var for små til at være krydsere efter international standard. De var nærmest at regne som kanonbåde, og det er vel også grunden til, at Marinen genklassificerede de to tilbageværende som skonnerter i 1896.
1. Panserskonnerten Absalon, der var "krydser af 3. klasse" fra 1885 til 1896.

2. Orlogsskonnerten Fylla, der var "krydser af 3. klasse" fra 1885 til 1894.

3. Orlogsskonnerten Diana, der var "krydser af 3. klasse" fra 1885 til 1896.

De to næste var at regne som upansrede krydsere, og de blev også skonnerter igen i 1896.
4. Orlogsskonnerten St. Thomas, der var "krydserkorvet" fra 1885 til 1896.

5. Orlogsskonnerten Ingolf, der var "krydser af 3. klasse" fra 1885 til 1896.

Så fulgte de rigtige krydsere:
6. Krydserfregatten Fyen. Var søsat i 1882 som "korvet med lukket batteri". Blev "krydserfregat" fra 1885 til udrangeringen i 1907.

7. Krydserkorvetten Valkyrien. Var "krydserkorvet" fra søsætningen 1888 til 1910, hvor den blot blev "krydser".

8. Krydseren Hekla. Var "krydser af 3. klasse" fra søsætningen 1890 til 1910, hvor den blot blev "krydser".

9. Krydseren Gejser. Var "krydser af 3. klasse" fra søsætningen 1892 til 1910, hvor den blot blev "krydser".

10. Krydseren Heimdal. Var "krydser af 3. klasse" fra søsætningen 1894 til 1910, hvor den blot blev "krydser".

Der var således krydsere (de fleste dog små) i den danske marine i perioden 1885 til 1930, da Heimdal blev solgt.